# Liste der Kulturdenkmäler in Göllheim
In der Liste der Kulturdenkmäler in Göllheim sind alle Kulturdenkmäler der rheinland-pfälzischen Ortsgemeinde Göllheim einschließlich des Ortsteils Gundheimerhof aufgeführt. Grundlage ist die Denkmalliste des Landes Rheinland-Pfalz (Stand: 27. November 2018).

## Denkmalzonen
| Bezeichnung                       | Lage | Baujahr                 | Beschreibung | Bild                           |
| --------------------------------- | --- | ----------------------- | --- | ------------------------------ |
| Denkmalzone Christlicher Friedhof | Friedhofstraße Lage | um 1850                 | um 1850 angelegt, 1860 erweitert; Teile der originalen Ummauerung, Friedhofskreuz bezeichnet 1913, sechs reliefierte Grabmäler, erste Hälfte des 18. Jahrhunderts, gründerzeitliche Grabsteine, Grabstätte Familien Uhl und Siegel, um 1925 | BW                             |
| Denkmalzone Hauptstraße 2–16      | Hauptstraße 2–16, Wormser Straße 2, 4 Lage | 19. Jahrhundert         | einheitliche Bebauung des 19. Jahrhunderts mit meist traufständigen bäuerlichen Anwesen zwischen den Blickpunkten Kerzenheimer Tor und Gasthaus „Zum Weißen Ross“                                                                           | Fotos hochladen                |
| Denkmalzone Hauptstraße 17–38     | Hauptstraße 17–26, 28–38 Lage | 17. bis 19. Jahrhundert | auf das Kerzenheimer Tor zulaufende, stark verdichtete Bebauung des 17. bis 19. Jahrhunderts mit Fachwerkhäusern oder Massivbauten (überwiegend mit Torfahrt)                                                                               | Fotos hochladen                |
| Denkmalzone Ortskern              | Klostergasse, Steingasse, Hauptstraße 35, 37, 39, 41, 44, 46/48, 50, 51, 53, 57, 68, 70, Steigstraße 2 und 4, Dr.-Fritz-Eidt-Straße 1, 2, 4 und 6 Lage | 17. bis 19. Jahrhundert | historisch gewachsener Baubestand des 17. bis 19. Jahrhunderts mit protestantischer Kirche und Rathaus sowie unterschiedlichen landschaftstypischen Haus- und Hofformen im Erscheinungsbild um 1900                                         | weitere Bilder Fotos hochladen |
| Denkmalzone Gundheimerhof         | nordwestlich des Ortes (Gundheimerhof 1–5) Lage | 18. und 19. Jahrhundert | Weilersiedlung, Hofanlagen mit ein- und zweigeschossigen Putzbauten des 18. und 19. Jahrhunderts; im Hof von Nr. 4 romanischer ehemaliger Türsturz, 11. oder 12. Jahrhundert                                                                | BW                             |
| Denkmalzone Jüdischer Friedhof    | südwestlich des Ortes an der L 396; Flur Links aufm Kriegsberg Lage                                                                                    | 1893                    | 1893 angelegtes, ummauertes Areal; 38 Grabsteine bis 1939, darunter ein Marmorobelisk; außerhalb eine ältere Grabstätte | Fotos hochladen                |

## Einzeldenkmäler
| Bezeichnung                                  | Lage                                                    | Baujahr                           | Beschreibung | Bild                           |
| -------------------------------------------- | ------------------------------------------------------- | --------------------------------- | --- | ------------------------------ |
| Wohnhaus                                     | Bauchgasse 32 Lage                                      | erste Hälfte des 18. Jahrhunderts | barockes Eckwohnhaus, teilweise Fachwerk, erste Hälfte des 18. Jahrhunderts, Umbau bezeichnet 1801, Toranlage, Ökonomie 1912 erneuert; straßenbildprägend | Fotos hochladen                |
| Ulrichsturm                                  | Berggasse, hinter Nr. 14 Lage                           | frühes 15. Jahrhundert            | dreigeschossiger Rundturm der spätmittelalterlichen Ortsbefestigung, frühes 15. Jahrhundert (?) | weitere Bilder Fotos hochladen |
| Wirtschaftsgebäude                           | Dr.-Fritz-Eidt-Straße 3 Lage                            | um 1850                           | klassizistisches Wirtschaftsgebäude mit kreuzgewölbtem Stall, um 1850 | Fotos hochladen                |
| Hofanlage                                    | Dr.-Fritz-Eidt-Straße 6 Lage                            | erste Hälfte des 18. Jahrhunderts | Hakenhof; barockes Eckwohnhaus, teilweise Fachwerk (verputzt), erste Hälfte des 18. Jahrhunderts; straßenbildprägend | weitere Bilder Fotos hochladen |
| Wohnhaus                                     | Dreisener Straße 8 Lage                                 | 1875                              | ehemaliges Distriktkrankenhaus; Putzbau, 1875 als Wohnhaus erbaut, Umbau 1885, Hofeinfahrt; straßenbildprägend | BW                             |
| Villa                                        | Dreisener Straße 38 Lage                                | 1907                              | ehemaliges Forstamtsassessorengebäude; landhausartige Villa, Hofeinfahrt, Schuppen mit Krüppelwalmdach, 1907, Architekt A. Köhler, Kaiserslautern | BW                             |
| Verbandsgemeindeverwaltung                   | Freiherr-vom-Stein-Straße 1 Lage                        | um 1840                           | ehemaliges Schulhaus, heute Verbandsgemeindeverwaltung; stattlicher spätklassizistischer Walmdachbau, um 1840; ortsbildprägend | Fotos hochladen                |
| Sarkophag                                    | Freiherr-vom-Stein-Straße, bei Nr. 5 Lage               | erste Hälfte des 4. Jahrhunderts  | spätrömischer Sarkophag, erste Hälfte des 4. Jahrhunderts | weitere Bilder Fotos hochladen |
| Wohn- und Geschäftshaus                      | Freiherr-vom-Stein-Straße 9/11 Lage                     | 1926                              | ehemaliges Post- und Gendarmeriegebäude (mit Posthalterwohnung); Krüppelwalmdachbau, Heimatstil mit neuklassizistischen Motiven, 1926, Architekt Eugen Dick, Kirchheimbolanden; straßenbildprägend                                                                                  | Fotos hochladen                |
| Hofanlage                                    | Hauptstraße 2/4, Wormser Straße 1 Lage                  | 1835                              | Vierseithof; spätklassizistisches Eckwohnhaus (modern verkleidet), bezeichnet 1835, Hofeinfahrt, Wirtschaftsgebäude 19. Jahrhundert | Fotos hochladen                |
| Protestantisches Pfarrhaus                   | Hauptstraße 6 Lage                                      | 1829/30                           | hoheitlicher spätklassizistischer Putzbau, 1829/30, Architekt Johann Schmeisser, Göllheim | BW                             |
| Uhlsches Haus                                | Hauptstraße 7 Lage                                      | 1898                              | seit 1980 Heimatmuseum; repräsentativer gründerzeitlicher Mansarddachbau, bezeichnet 1898; mit Ausstattung | weitere Bilder Fotos hochladen |
| Kerzenheimer Tor                             | Hauptstraße 17 Lage                                     | 1776                              | dreiteiliger Rokoko-Putzbau, bezeichnet 1776, Architekt wohl Johann Jost Sebastian, Dreisen | weitere Bilder Fotos hochladen |
| Hofanlage                                    | Hauptstraße 19 Lage                                     | 17. oder frühes 18. Jahrhundert   | Hakenhof; barockes Wohnhaus, teilweise Fachwerk, wohl aus dem 17. oder frühen 18. Jahrhundert, Scheune, teilweise Fachwerk, bezeichnet 1757; straßenbildprägend | weitere Bilder Fotos hochladen |
| Hofanlage                                    | Hauptstraße 21 Lage                                     | 17. bis 19. Jahrhundert           | Dreiseithof, 17. bis 19. Jahrhundert; barockes Wohnhaus, teilweise Fachwerk (verputzt), späteres 17. Jahrhundert, Toranlage bezeichnet 1802, Krüppelwalmdachscheune, teilweise Fachwerk, 17. Jahrhundert (?), am Stall (zweite Hälfte des 19. Jahrhunderts) Spolie, bezeichnet 1731 | Fotos hochladen                |
| Hofanlage                                    | Hauptstraße 25 Lage                                     | 1892                              | Hofanlage; stattliches spätklassizistisches Wohnhaus mit Walmdach, 1892, überdachte Toreinfahrt, Wohnstalltrakt, teilweise Fachwerk, im Kern aus dem 18. Jahrhundert (?), Ökonomie 19. Jahrhundert                                                                                  | Fotos hochladen                |
| Hofanlage                                    | Hauptstraße 26 Lage                                     | 1712                              | Hofanlage; barockes Wohnhaus mit Zierfachwerk, 1712 (?) | weitere Bilder Fotos hochladen |
| Hofanlage                                    | Hauptstraße 28 Lage                                     | um 1770                           | Hofanlage; spätbarocker Mansardwalmdachbau, wohl um 1770; straßenbildprägend | Fotos hochladen                |
| Wohnhaus                                     | Hauptstraße 38 Lage                                     | 18. Jahrhundert                   | barockes Torfahrthaus, teilweise Zierfachwerk, 18. Jahrhundert | Fotos hochladen                |
| Rathaus                                      | Hauptstraße 39 Lage                                     | 1786                              | frühklassizistischer Mansardwalmdachbau, bezeichnet 1786, Architekt Johann Jost Sebastian, Dreisen; ortsbildprägend | weitere Bilder Fotos hochladen |
| Brunnen                                      | Hauptstraße, vor Nr. 39 Lage                            | um 1830/40                        | klassizistischer Laufbrunnen, um 1830/40 | Fotos hochladen                |
| Wohn- und Geschäftshaus                      | Hauptstraße 41 Lage                                     |                                   | spätklassizistischer Walmdachbau, bezeichnet 1847 | weitere Bilder Fotos hochladen |
| Wohnhäuser                                   | Hauptstraße 46/48 Lage                                  | erste Hälfte des 18. Jahrhunderts | dreiteilige Gruppe barocker Wohnhäuser, teilweise Fachwerk, erste Hälfte des 18. Jahrhunderts, Nr. 48 bezeichnet 1723; straßenbildprägend | weitere Bilder Fotos hochladen |
| Wohnhaus                                     | Hauptstraße 47 Lage                                     |                                   | spätbarockes Wohnhaus, teilweise Fachwerk, abgewalmtes Mansarddach, Torfahrt bezeichnet 1778; mit Ausstattung | Fotos hochladen                |
| Portal                                       | Hauptstraße, an Nr. 50 Lage                             | 1700                              | ehemaliges Hofportal, barocker Rahmen mit zweiflügeligem Türblatt, bezeichnet 1700 | BW                             |
| Wohnhaus                                     | Hauptstraße 51 Lage                                     | 17. Jahrhundert                   | Fachwerkhaus, teilweise massiv, wohl aus dem 17. Jahrhundert | BW                             |
| Haus Zimmermann                              | Hauptstraße 59 Lage                                     | Ende des 17. Jahrhunderts         | barocker Krüppelwalmdachbau, Fachwerkobergeschoss, wohl gegen Ende des 17. Jahrhunderts, zwei Seitenflügel, wohl aus dem 18. Jahrhundert; platzbildprägend | weitere Bilder Fotos hochladen |
| Kriegerdenkmal                               | Hauptstraße, gegenüber Nr. 59 Lage                      | 1932                              | Kriegerdenkmal 1914/18, Reiter über hohem Sockel, 1932, Architekt Walter Perron, Frankenthal; platzbildprägend | Fotos hochladen                |
| Dreisener Tor                                | Hauptstraße 61 Lage                                     | 1781                              | zierlicher Mansardwalmdachbau, Spätrokoko, bezeichnet 1781, Architekt Johann Jost Sebastian, Dreisen | weitere Bilder Fotos hochladen |
| Wohn- und Geschäftshaus                      | Hauptstraße 64 Lage                                     | erste Hälfte des 19. Jahrhunderts | Wohn- und Geschäftshaus, erste Hälfte des 19. Jahrhunderts, Ladenarkaden um 1930 (?), Wirtschaftsgebäude (Judengasse) mit Fachwerkspeicher und Torfahrt, 18. Jahrhundert, straßenbildprägend                                                                                        | weitere Bilder Fotos hochladen |
| Wohnhaus                                     | Hauptstraße 68 Lage                                     | 1839                              | im Kern spätklassizistisches Wohnhaus mit Torfahrt, bezeichnet 1839, Umbau bezeichnet 1906, Gartenlaube 1881 | weitere Bilder Fotos hochladen |
| Wohnhaus                                     | Hauptstraße 70 Lage                                     | frühes 18. Jahrhundert            | Fachwerkhaus, teilweise massiv, frühes 18. Jahrhundert | BW                             |
| Protestantische Kirche                       | Klostergasse 2/4 Lage                                   | 14. Jahrhundert                   | spätgotischer Chorturm, 14. Jahrhundert, Obergeschoss und Haube um 1765/70, spätbarocker Saalbau, 1765, Architekt wohl Johann Friedrich von Sckell; Sauer-Orgel von 1880 mit bauzeitlichem Rokoko-Prospekt von Johann Georg Geib, Saarbrücken                                       | weitere Bilder Fotos hochladen |
| Wohnhaus                                     | Klostergasse 7 Lage                                     | 1743                              | Wohnhaus, teilweise Fachwerk, bezeichnet 1743, Hofwand-Eingang bezeichnet 1793, Stall bezeichnet 1774 | Fotos hochladen                |
| Wohnhaus                                     | Klostergasse 11 Lage                                    | 1796                              | Fachwerkhaus, teilweise massiv, bezeichnet 1796 | BW                             |
| Königskreuzkapelle                           | Königskreuzstraße 33 Lage                               | 1836–39                           | Sandsteinquaderbau im bayerischen Rundbogenstil, Zinnenkranz, zinnenbekrönter Turmaufsatz, 1836–39, Architekt August von Voit, Speyer | weitere Bilder Fotos hochladen |
| Wohn- und Gasthaus                           | Steigstraße 2 Lage                                      | 1782                              | Wohn- und Gasthaus auf L-förmigem Grundriss, bezeichnet 1782, Tanzsaal über Torfahrt, 1927; straßenbildprägend | Fotos hochladen                |
| Hofanlage                                    | Steigstraße 4 Lage                                      | erste Hälfte des 19. Jahrhunderts | Dreiseithof, erste Hälfte des 19. Jahrhunderts | BW                             |
| Katholisches Pfarrhaus                       | Steigstraße 7 Lage                                      | 1876–78                           | spätklassizistisch geprägter Putzbau auf hohem Sockel, 1876–78, Architekt Jacob Hoerner, Kirchheimbolanden; rückwärtige Hofmauer bezeichnet 1776; straßenbildprägend | weitere Bilder Fotos hochladen |
| Katholische Pfarrkirche St. Johannes Nepomuk | Steigstraße 14 Lage                                     | 1909–11                           | neugotische dreischiffige Hallenkirche, achteckige Treppentürmchen, 1909–11, Architekt Wilhelm Schulte I., Neustadt an der Weinstraße; mit Ausstattung; Steinmeyer-Orgel von 1921; ortsbildprägend                                                                                  | weitere Bilder Fotos hochladen |
| Gasthaus „Zum Weißen Ross“                   | Wormser Straße 2 Lage                                   | um 1830                           | Putzbau mit Kniestock, um 1830, Aufstockung 1870; ortsbildprägend | BW                             |
| Brunnenhäuschen                              | östlich des Ortes nahe dem Riedbach Lage                | um 1800                           | zwei Putzbauten mit Kreuz- und Pyramidendach, um 1800 und 1840, Architekt Bauschaffner Demmerle, Göllheim | Fotos hochladen                |
| Ludwigshalle                                 | südwestlich des Ortes im Wald; Distrikt Kriegsberg Lage | 1890                              | spätklassizistische Sandsteinquaderhalle, bezeichnet 1890, Architekt Max von Siebert, München | weitere Bilder Fotos hochladen |